# Paul Ottar Satre
Paul Ottar Satre (* 9. September 1908 in Trysil/Norwegen; † 5. Juli 1984 in Lakeville (Connecticut)) war ein US-amerikanischer Wintersportler.
Er nahm gemeinsam mit seinem Bruder Karl Magnus Satre bei den Olympischen Winterspielen 1936 in Garmisch-Partenkirchen an verschiedenen Wettkämpfen der Disziplin Ski Nordisch teil. In der Nordischen Kombination erreichte er den 44. Platz.